# Maréorama

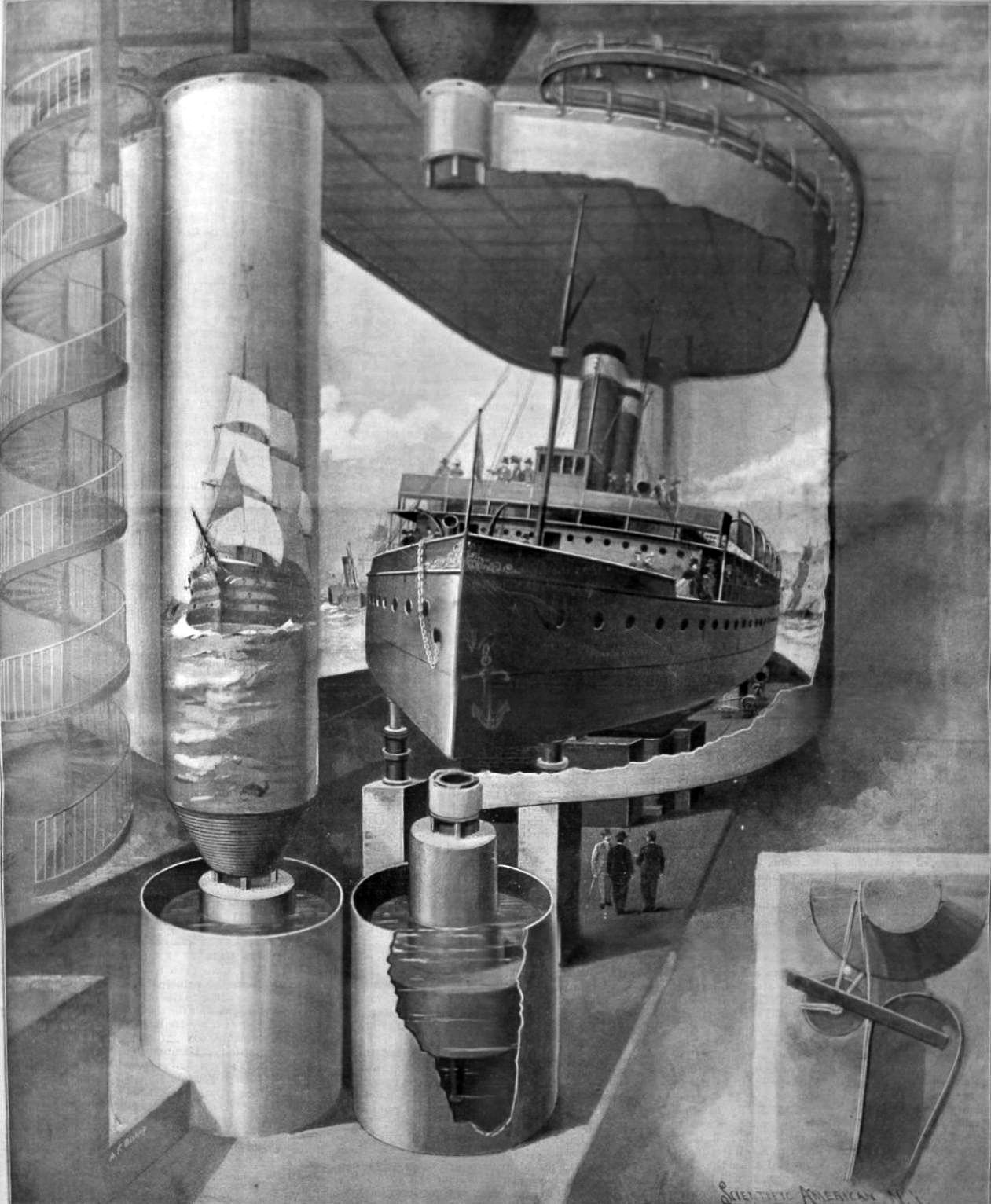
Illustration zum Maréorama (Scientific American, 1900)

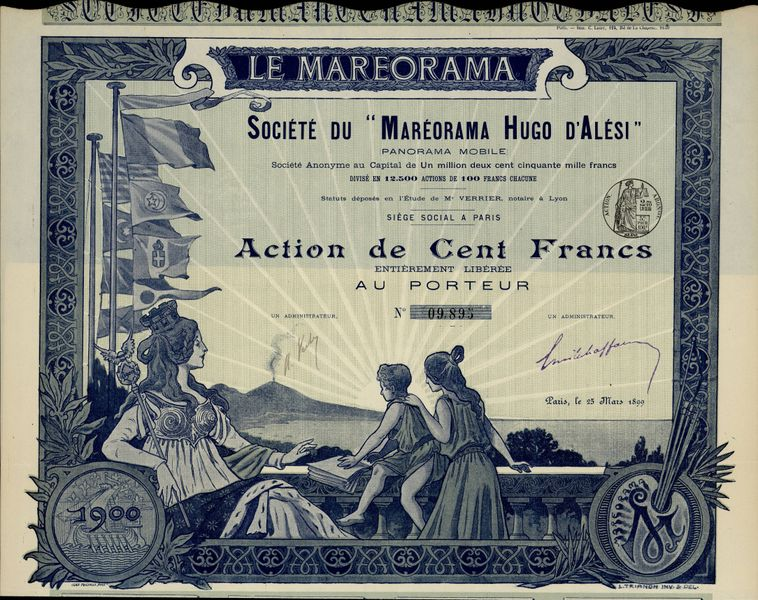
Aktie über 100 Francs der Société du Maréorama Hugo d’Alési vom 25. März 1899

Das Maréorama war ein monumentales, auf der Pariser Weltausstellung von 1900 gezeigtes Mittelmeer-Panorama des Plakat- und Spezialeffektkünstlers Hugo d’Alési.
Es handelte sich dabei um kein statisches, feststehendes Panorama, das von den Besuchern der Weltausstellung wie ein Bild in einem Museum betrachtet wurde, vielmehr betrat der Betrachter ein Gebäude auf dem Champ de Mars, in dem die Decksaufbauten eines 70 m langen Dampfschiffes nachgebildet waren. Diese Schiffsnachbildung war kardanisch gelagert und konnte durch einen hydraulischen Mechanismus bewegt werden, so dass durch Wellengang erzeugte Schiffsbewegungen wie Rollen, Stampfen und Gieren realistisch nachgebildet werden konnten.
Sowohl auf Steuerbord als auf Backbord wurde jeweils ein riesiges, auf eine Rolle gespultes Panoramabild vorbeibewegt, das die Höhepunkte einer Schiffsreise durch das Mittelmeer von Nizza und die Riviera, über Sousse, Neapel und das Kap Posillipo bis Konstantinopel zeigte. Teergerüche, Beleuchtungseffekte und als Bordstewards gekleidetes Personal verstärkten die Illusion, an Bord eines Dampfers auf hoher See zu sein, so dass auch für die Möglichkeit, dass Besucher seekrank werden könnten, werbewirksame Vorsorge getroffen wurde. Die Vorführung dauerte eine halbe Stunde und bis zu 700 Besucher konnten so bequem und sicher einen seinerzeit als realistisch empfundenen Eindruck einer solchen Reise gewinnen.
Die beiden Panoramabilder waren jeweils 750 m lang und über 12 m hoch. Zu ihrer Fertigstellung hatte ein großes Team von Malern 8 Monate gebraucht, um entsprechend den Skizzen des Künstlers die fast 20.000 m2 große Bildfläche zu füllen. Die Zylinder, auf denen die Bilder aufgerollt wurden, waren extrem schwer und daher auf Schwimmern gelagert. Beim Abrollen hing die Leinwand an Haken, die auf einem Laufband befestigt waren.
Für seine Arbeit erhielt der Künstler das Kreuz der Ehrenlegion.